# Henry Kirke Brown
Henry Kirke Brown (24 de febrero de 1814, Leyden, Massachusetts - 10 de julio de 1886, Newburgh, Nueva York)  fue un escultor estadounidense.

## Datos biográficos

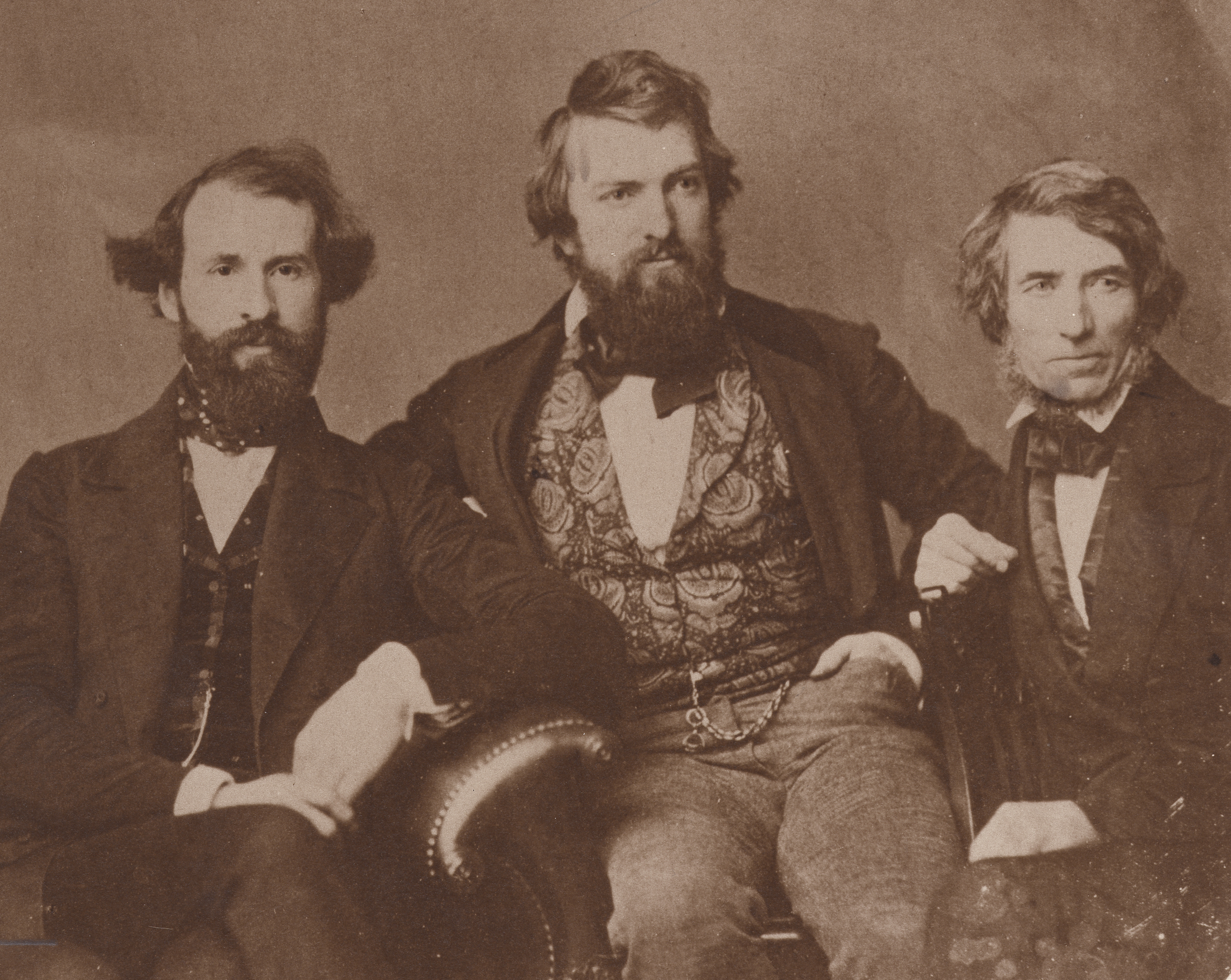
de izquierda a derecha : Henry Kirke Brown, Henry Peters Gray y Asher Brown Durand, 1850

Comenzó a pintar retratos siendo todavía un niño, estudió pintura en Boston bajo la tutela del pintor Chester Harding, aprendiendo nociones básicas de modelado, y entre 1836 y 1839 pasó los veranos trabajando como ingeniero de ferrocarriles para conseguir suficiente dinero con el que costearse los estudios posteriores.
Pasó cuatro años en Italia de 1842 a 1846 ; pero regresó a Nueva York permaneciendo con un estilo americano, sin verse marcado , como otros escultores estadounidenses de su tiempo, por la influencia italiana.

## Obras
Sus estatuas ecuestres son excelentes, destacando la del General Winfield Scott (1874) en Washington D. C., y una de George Washington (1856) en la Union Square, Nueva York, que es la segunda estatua ecuestre realizada en los Estados Unidos, siguiendo por tres años a la de Andrew Jackson en Washington , obra del escultor Clark Mills (1815-1883). Brown fue uno de los primeros en América en fundir sus propias esculturas de bronce.

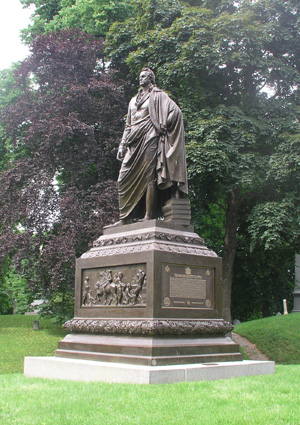
DeWitt Clinton Memorial, 1855, en el cementerio de Green-Wood de Brooklyn, Nueva York

Entre las mejores y más conocidas obras de Henry Kirke Brown se incluyen las siguientes: Abraham Lincoln (Union Square, New York City); Nathanael Greene, George Clinton, Philip Kearny, y Richard Stockton (todos ellos en el Salón Nacional de las Estatuas del Capitolio de los Estados Unidos, Washington D. C.); DeWitt Clinton (imagen, a la izquierda) y El Ángel de la resurrección (en inglés: The Angel of the Resurrection), ambos en el cementerio Green-Wood de Brooklyn, Nueva York; y un Cazador aborigen. The New York Times destacó que la de DeWitt Clinton fue la primera escultura de tamaño natural completo fundida en una sola pieza en Estados Unidose, cuando fue temporalmente expuesta en el Parque del City Hall en 1855.

## Familia
Entre los hijos de Henry Brown se encuentra Harold Bush-Brown, durante mucho tiempo director de la escuela de arquitectura del Instituto de Tecnología de Georgia, y James Bush-Brown, arquitecto paisajista y coautor del America's Garden Book.

## Galería de imágenes de las obras de Henry Kirke Brown

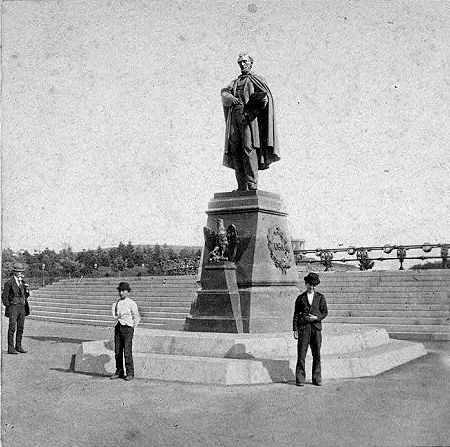
Fotografía antigua (1880) de la estatua de Abraham Lincoln en Prospect Park Plaza, Brooklyn
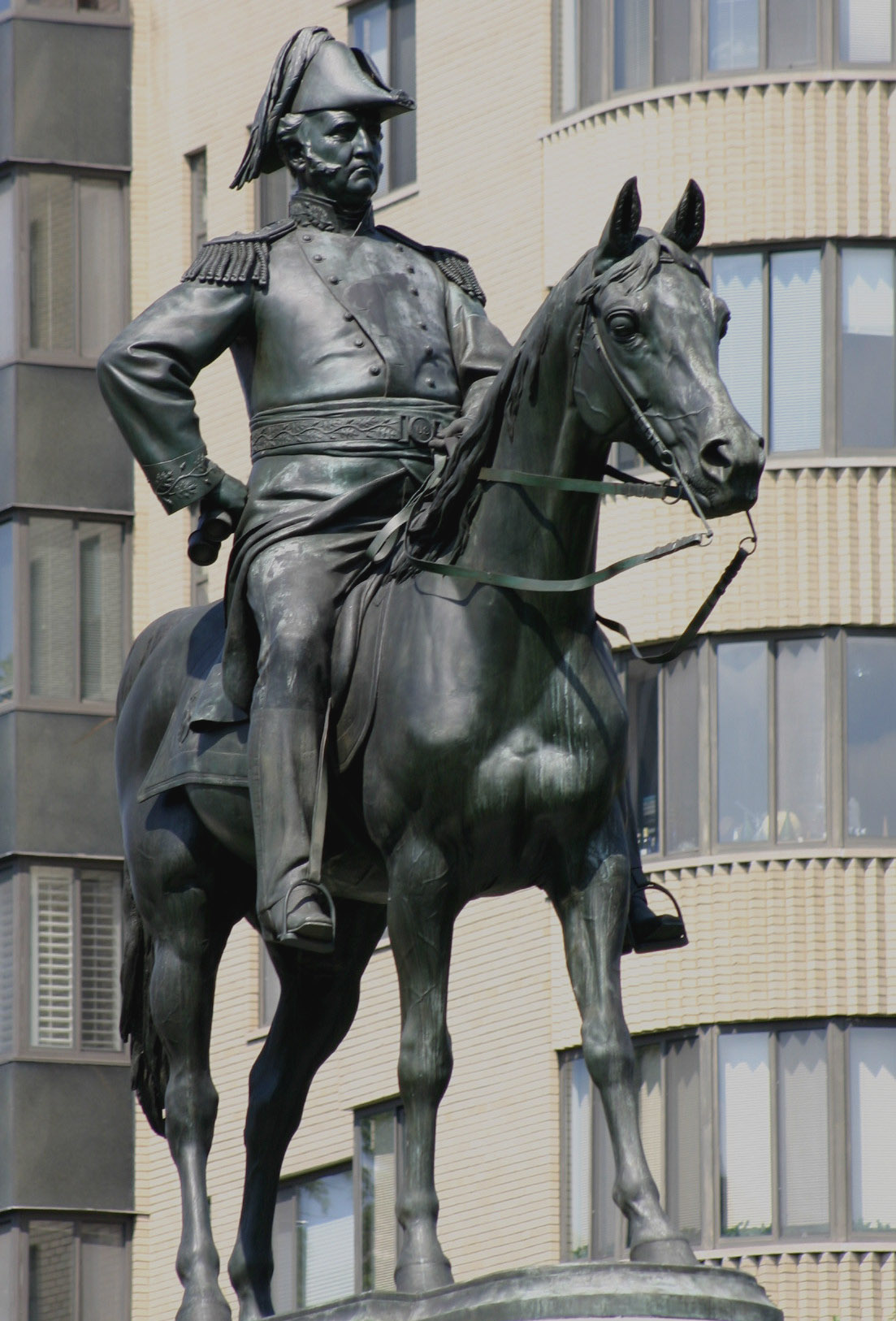
Memorial del General Winfield Scott, 1874 Massachusetts Ave. con la calle 16t NW, Washington DC.
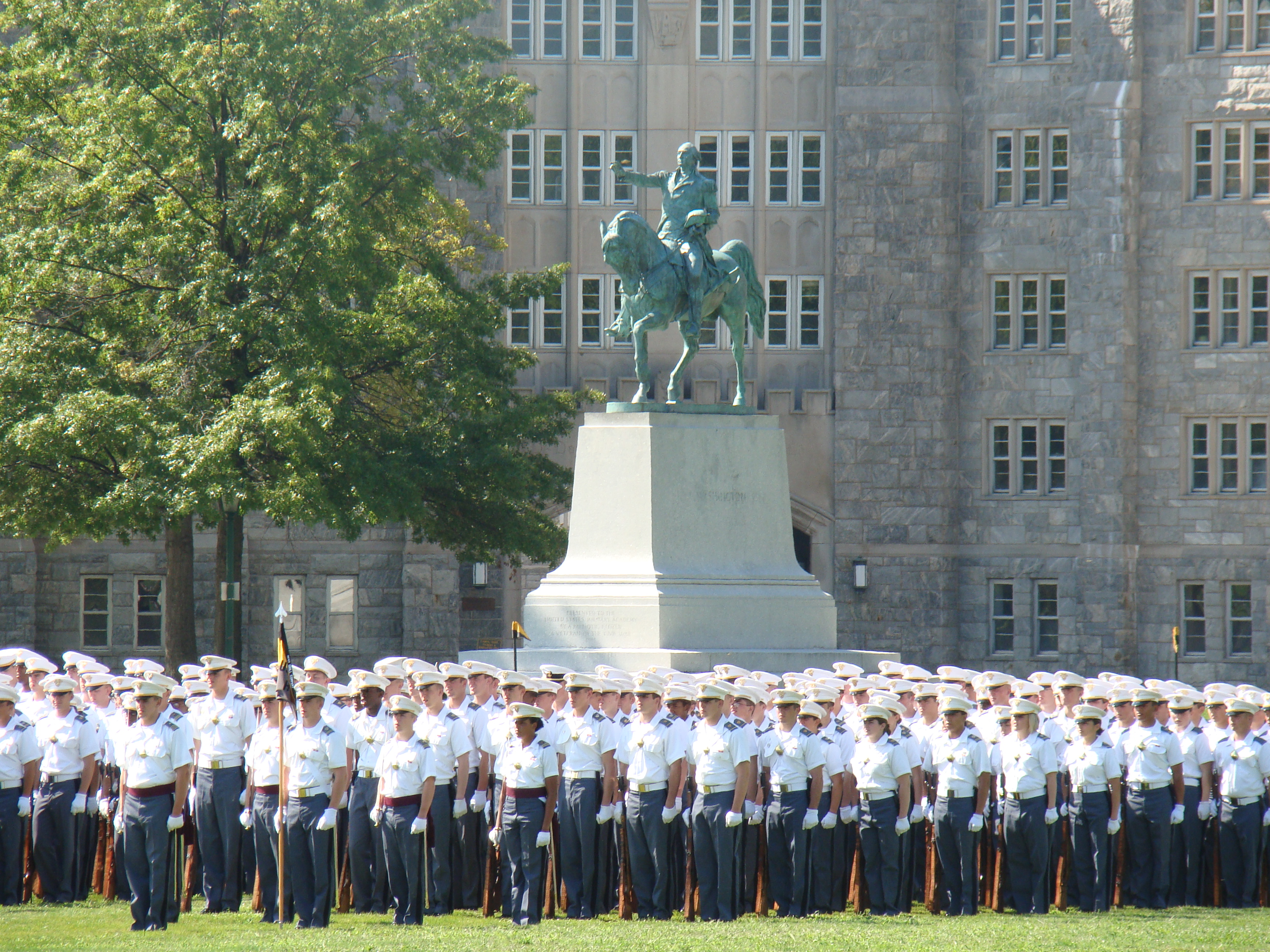
Monumento a G. Washington en West Point
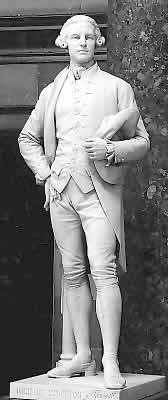
Estatua de Richard Stockton

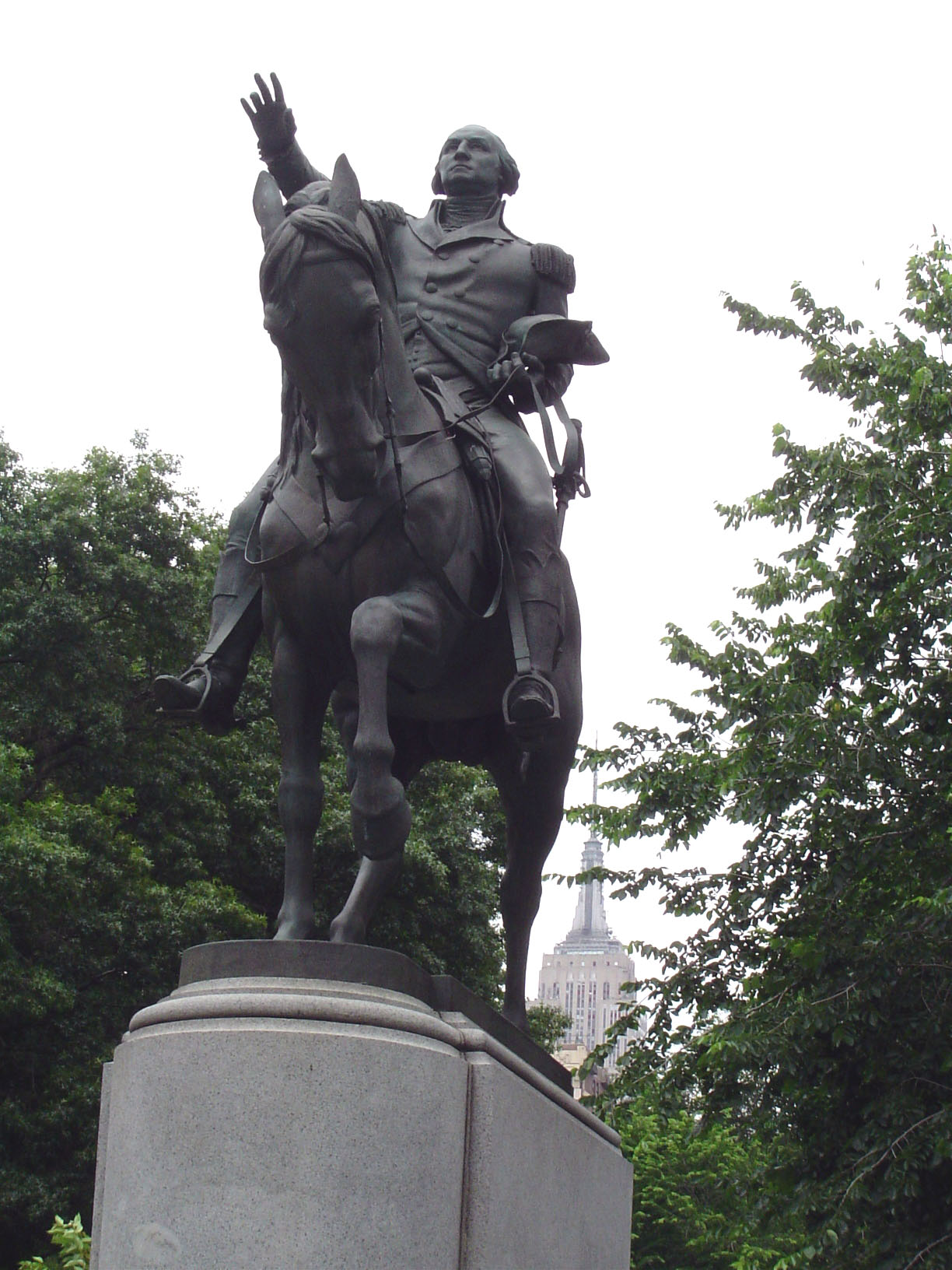
Estatua ecuestre de George Washington en la Unión Square de NY
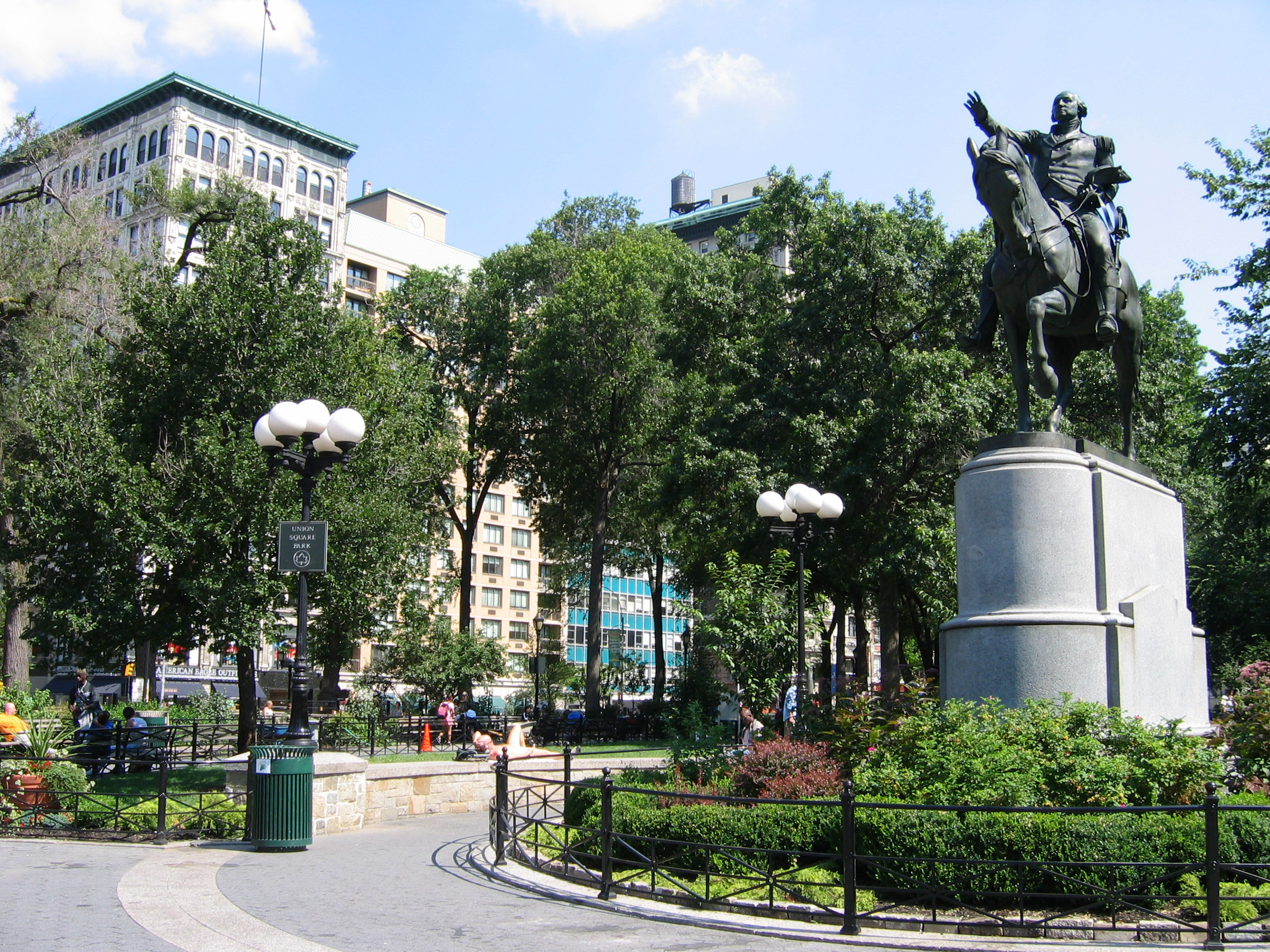
Otra vista de la Unión Square
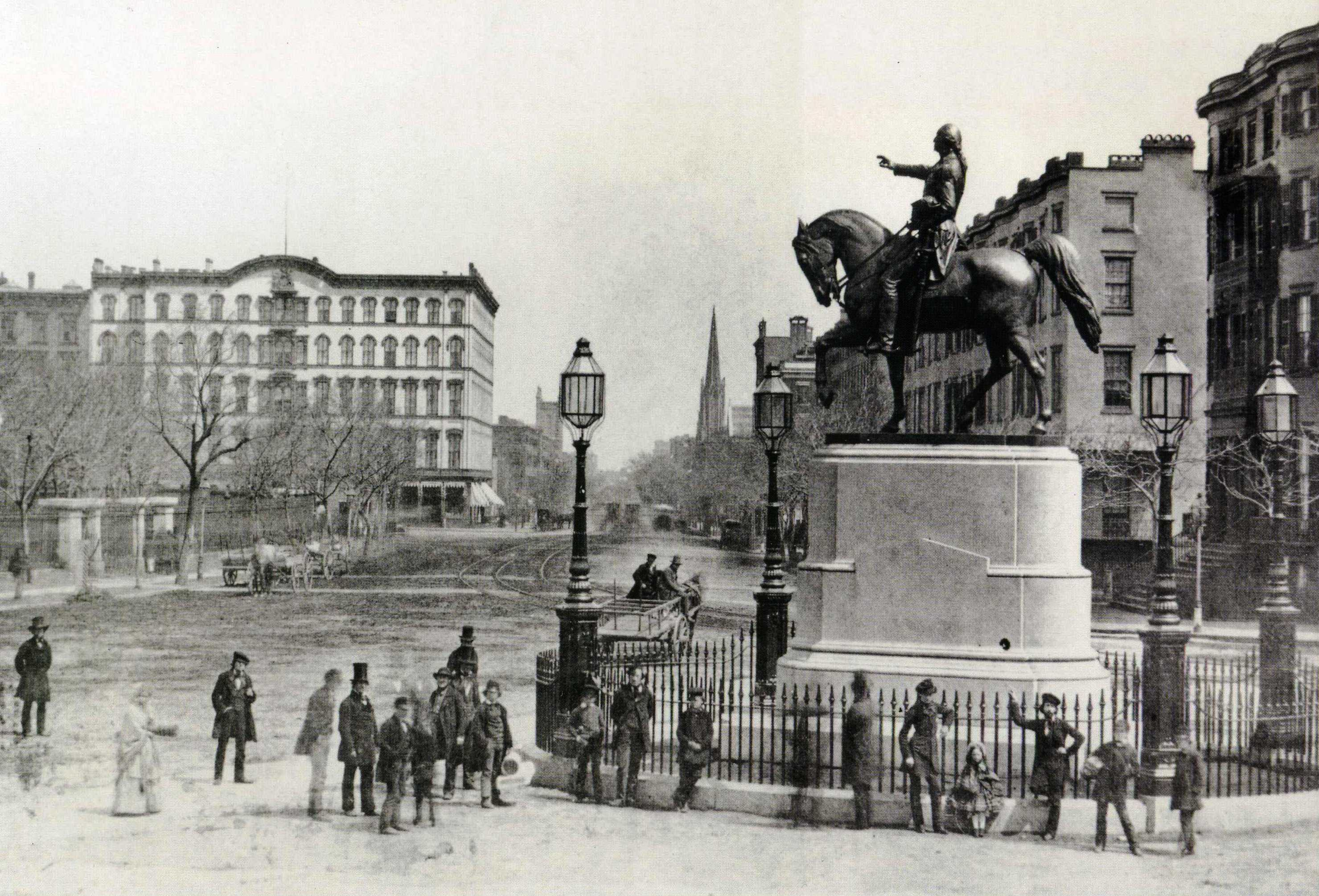
Vista de perfil de la estatua en 1870
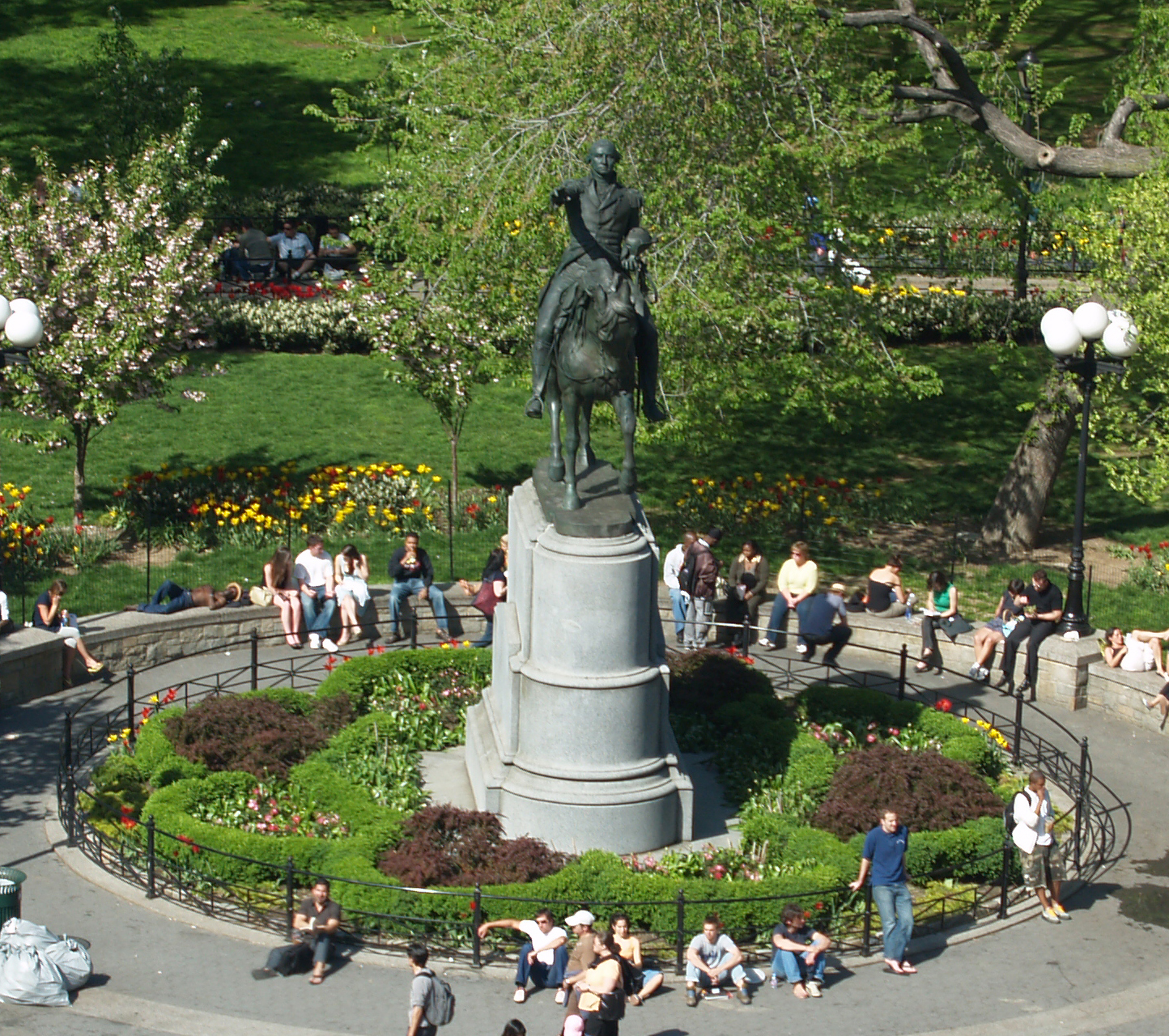